# أون بير بيغلو
أون بير بيغلو (بالفارسية: اون‌بیربیگ‌لو) هي قرية تقع في أردبيل في إيران. يقدر عدد سكانها بـ 346 نسمة بحسب إحصاء 2016.